# 中区 (仁川広域市)
中区（チュンく）は、大韓民国仁川広域市の区である。19世紀後半、開港場である仁川港を中心に開かれた一帯で、港湾都市としての仁川の中心部を構成する旧市街地である。仁川国際空港のある永宗島やその周辺の島も区域に含まれ、現在も首都ソウルの玄関口としての役割を果たしている。
2026年7月1日をもって廃止予定。

## 地理
現在「自由公園」がある応峰山（ウンボン山/응봉산、82m）の南側の海岸に仁川港が開かれ、港と山の間の一帯に租界が設定された。応峰山の西に京仁線の仁川駅が設けられた。西北の沖合いには月尾島がある。この一帯が仁川の旧市街地（仁川府）で、京仁線の線路より北が東区となる。また、東に弥鄒忽区と隣接する。
現在の中区の区域は、埋め立てや併合によって大きく広がっている。仁川港の南側に造成された仁川南港や沿岸埠頭、国際流通団地なども中区に属し、これらの地域は運河状に残された海を隔てて延寿区と隣り合っている。また、沖合いに浮かぶ島々の多くは甕津郡に属するが、このうち永宗島・舞衣島・実尾島・八尾島などは中区に所属する。なお、中区の総人口約15万5千人のうち、約11万人はこれらの島嶼にあり、本土部の人口は約4万5千人しかない。

## 歴史
朝鮮王朝時代には仁川郡（中心地は現在の弥鄒忽区文鶴洞付近）に属する済物浦（さいもっぽ／チェムルポ）と呼ばれた漁村であった。西洋列強や日本・清国によってソウルに最も近い良港として着目され、1882年の済物浦条約や朝米修好通商条約などがこの地で結ばれている。
1883年、済物浦が仁川港として開港されると、港を中心に日本租界・中国租界・各国租界（共同租界）が設定されて領事館が置かれ、市街地が形成された。開港地は海外から西洋的・近代的な文物や機構・思想がもたらされた場所であり、仁川の開港地は郵便事業、プロテスタントの本格的布教、近代西洋的な公園の造成などが朝鮮でいち早く始まった土地である。また、韓国に土着化した中華料理の代表格であるチャジャンミョンは仁川の中華街で発祥した。
これらの租界は、朝鮮が日本に併合された後の1914年に撤廃された。日本統治下に置かれた仁川府は、租界を管理していた理事庁の系譜を引くものであり、当初は開港地であった中区一帯のみを管轄していた。仁川理事庁の建物は仁川府庁によって使用され、改築を経て現在は中区庁として使われている。
仁川の旧市街は、朝鮮戦争時の仁川上陸作戦の舞台となった地域でもある。この作戦は戦況の大転換をもたらしたが、市街地も戦災を蒙った。休戦後、仁川上陸作戦を記念して応峰山の公園にはダグラス・マッカーサーの像が建てられ、公園の名も「自由公園」と改められた。
開港期以降、官公庁や銀行・教会や民家などの近代建築物が多く建てられた。これらの建物は朝鮮戦争による戦災に加え、失火や老朽化による取り壊しによって失われていった。また、中華街も第二次世界大戦後の政治的・社会的な状況の中で衰退した。近年、これら開港地に由来する景観や近代化遺産の見直しが進められており、観光資源としても整備されるようになった。
- 1883年 - 仁川港開港。日本租界設定。
- 1884年 - 清国租界・各国租界（共同租界）設定。
- 1888年 - 万国公園（現・自由公園）開園。
- 1898年9月18日 - 京仁線開通、仁川駅開業。
- 1914年4月1日 - 清国租界と共同租界を廃止。
- 1950年9月15日 - 仁川上陸作戦。
- 1968年1月1日 - 京畿道仁川市中央洞・海岸洞・港洞・官洞・松鶴洞・沙洞・新生洞・新浦洞・畓洞・新興洞・仙花洞・柳洞・栗木洞・桃源洞・北城洞・善隣洞・仁峴洞・銭洞・内洞・京洞・龍洞・松月洞をもって、仁川市中区が設置される。
- 1973年7月1日 - 東区から月尾島を編入。
- 1989年1月1日 - 京畿道甕津郡永宗面・龍遊面を編入。
- 2001年3月29日 - 仁川国際空港開港。
- 2026年7月1日（予定） - 行政区域改編[2]。
  - 島嶼部が永宗区として分離。
  - 本土部が東区と合併し、済物浦区となる。

## 行政

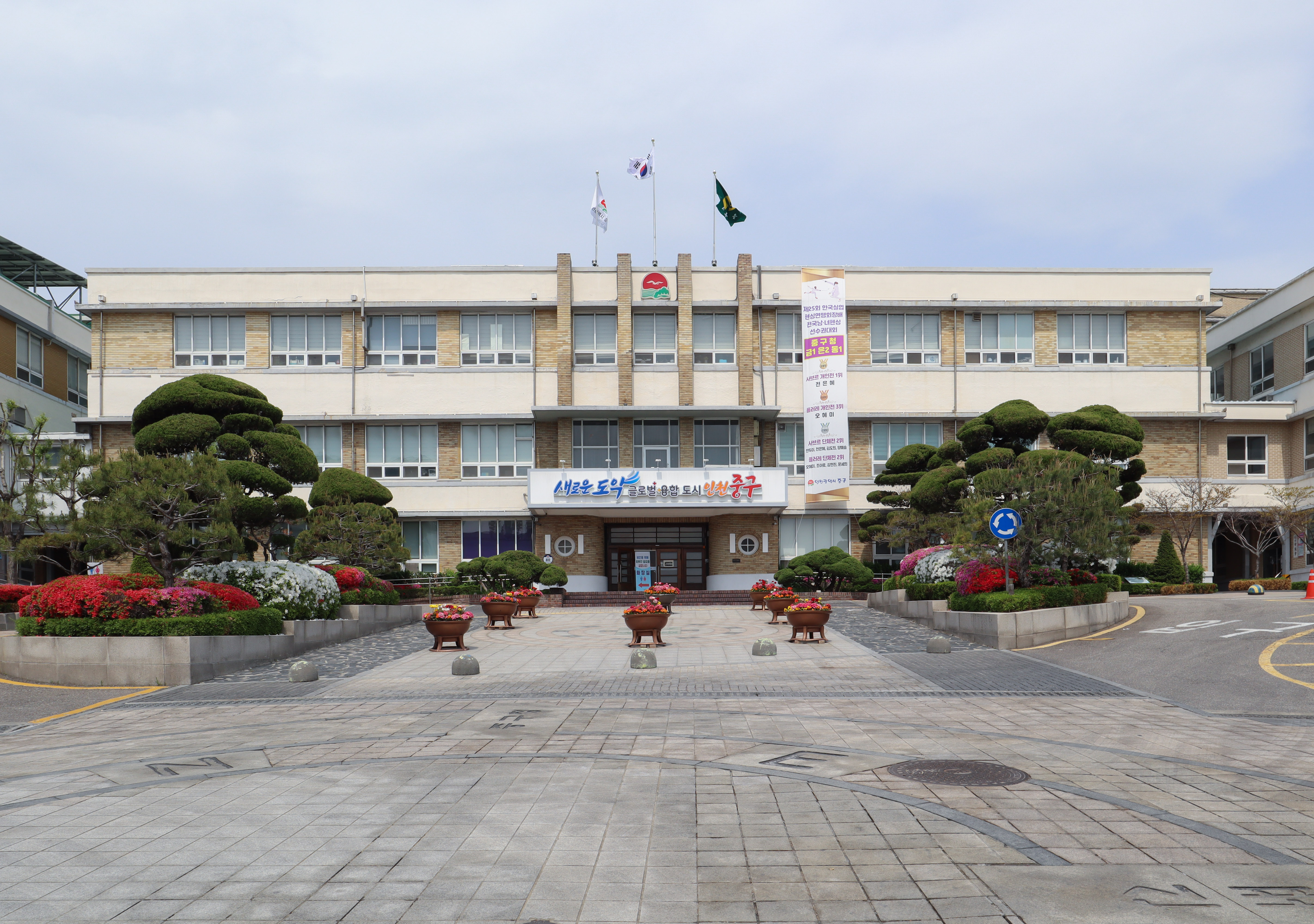
中区庁舎。日本統治時代の仁川府庁舎を3階建てに増改築。大韓民国登録文化財426号

### 下部行政区画

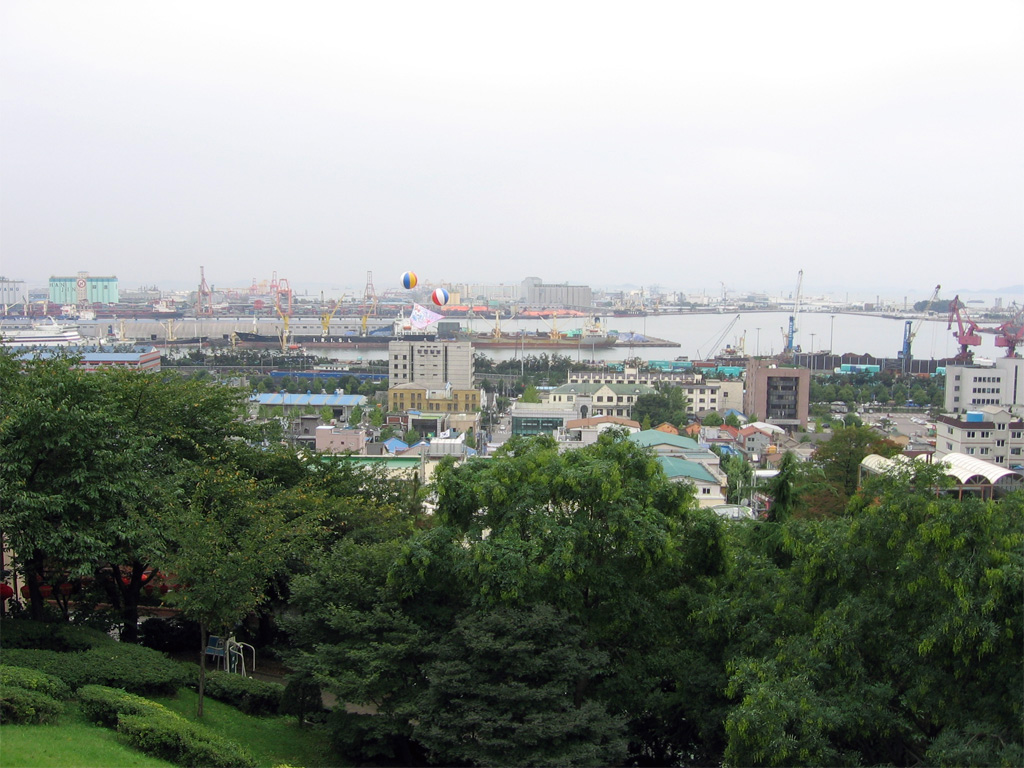
自由公園から見た仁川港

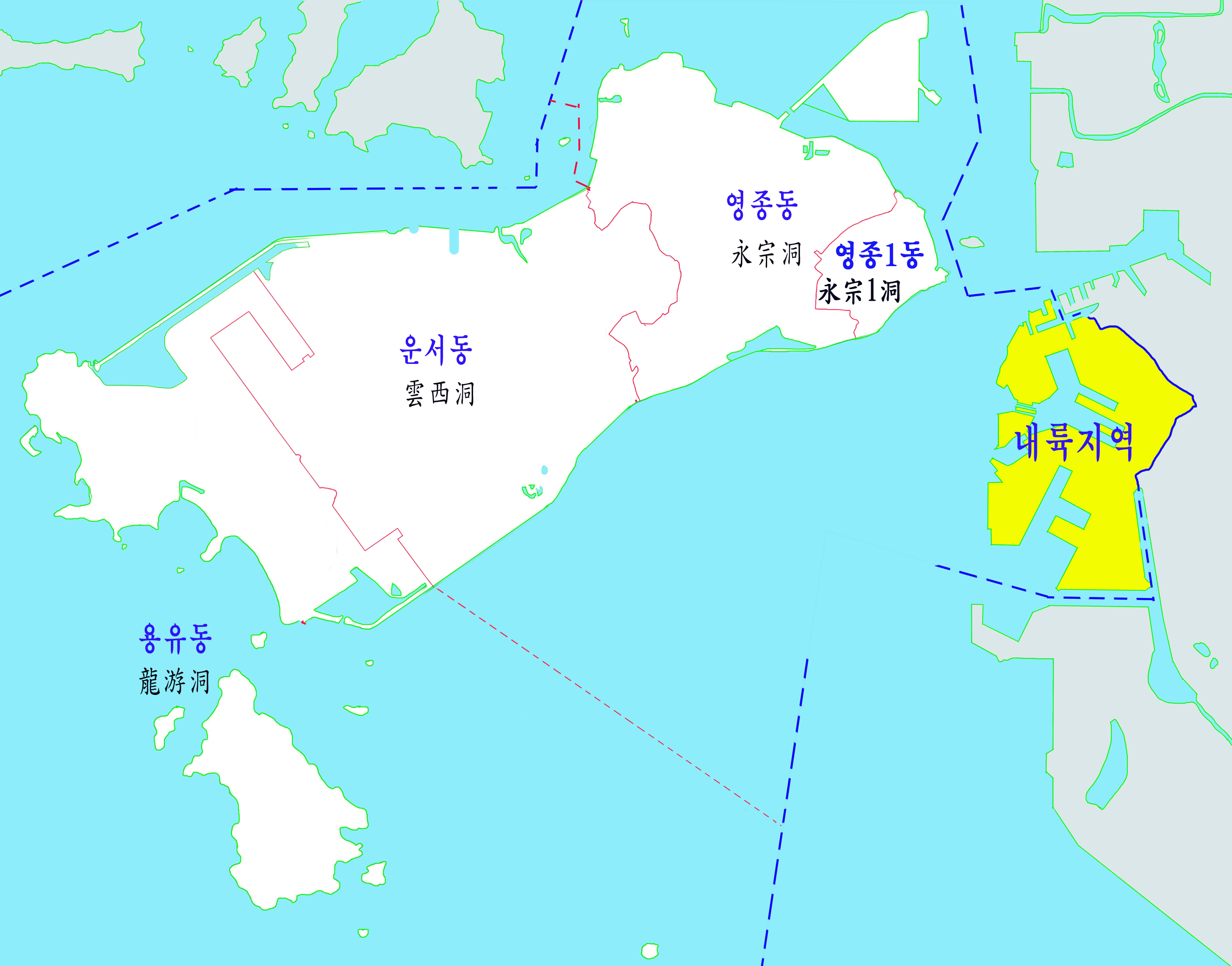
中区全体の地図

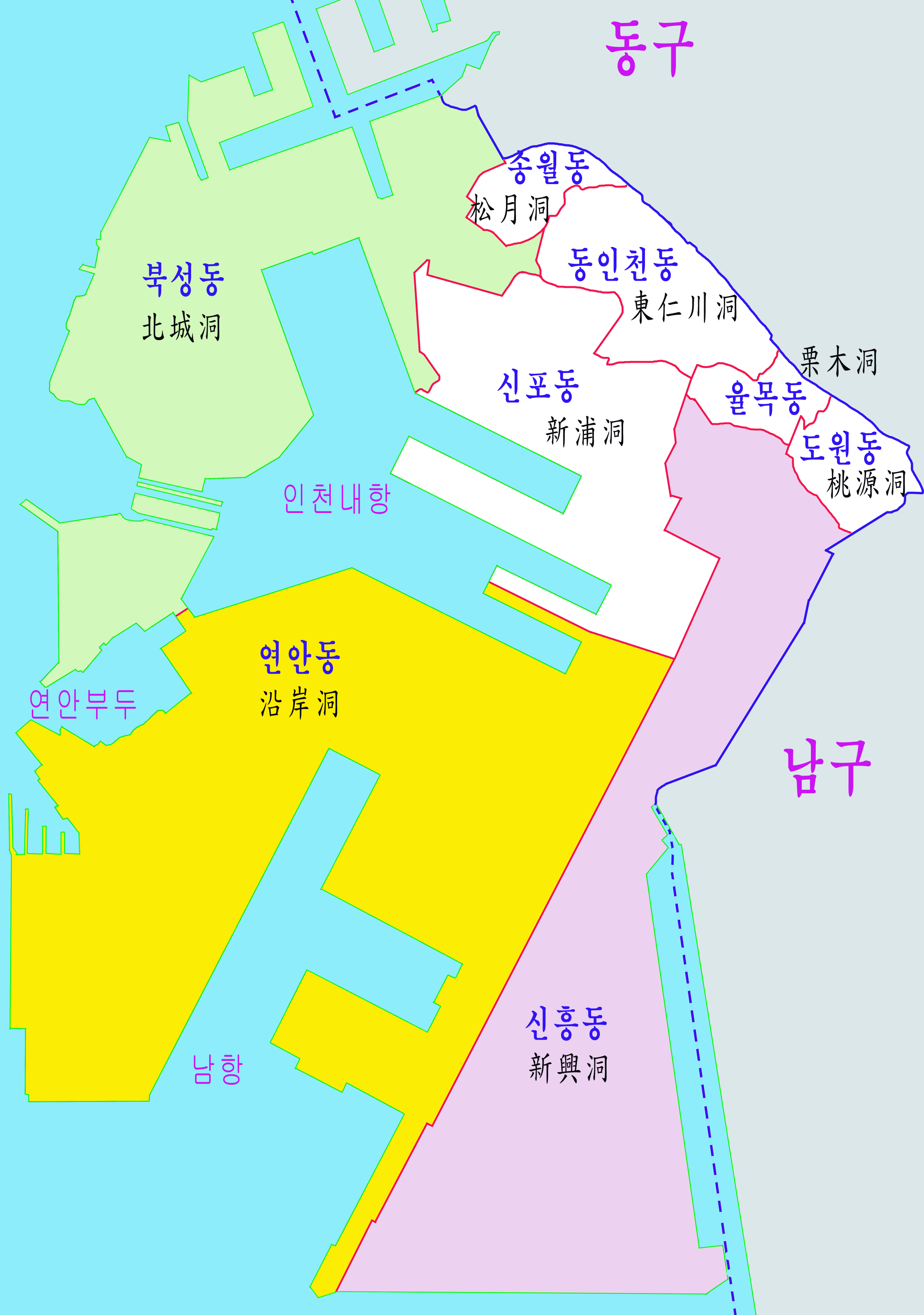
中区本土部の地図

12行政洞（52法定洞）からなる。
| 行政洞   | 法定洞 |
| -------- | --- |
| 沿岸洞   | 港洞7街、北城洞1街 |
| 新浦洞   | 中央洞1街、中央洞2街、中央洞3街、中央洞4街、海岸洞1街、海岸洞2街、海岸洞3街、海岸洞4街、官洞1街、官洞2街、官洞3街、港洞1街、港洞2街、港洞3街、港洞4街、港洞5街、港洞6街、港洞7街、松鶴洞1街、松鶴洞2街、松鶴洞3街、沙洞、新生洞、新浦洞、沓洞 |
| 新興洞   | 新興洞1街、新興洞2街、新興洞3街、仙花洞 |
| 桃源洞   | 桃源洞 |
| 栗木洞   | 柳洞、栗木洞 |
| 東仁川洞 | 内洞、京洞、龍洞、仁峴洞、銭洞 |
| 開港洞   | 北城洞1街、北城洞2街、北城洞3街、善隣洞、松月洞1街、松月洞2街、松月洞3街、銭洞 |
| 永宗洞   | 中山洞、雲南洞、雲北洞 |
| 永宗1洞  | 中山洞、雲南洞 |
| 永宗2洞  | 中山洞 |
| 龍遊洞   | 乙旺洞、南北洞、徳橋洞、舞衣洞 |
| 雲西洞   | 雲西洞 |

### 警察
- 仁川中部警察署
  - 下仁川地区隊
  - 新興地区隊
  - 空港地区隊
  - 東仁川派出所
  - 沿岸派出所
  - 龍遊派出所

### 消防
- 仁川中部消防署
  - 中央119安全センター（消防署と兼用）
  - 銭洞119安全センター
  - 沿岸119安全センター
- 仁川空港消防署

## 交通

### 空港
- 仁川国際空港

### 鉄道
- 韓国鉄道公社（KORAIL）
  - 京仁線（首都圏電鉄1号線）
    - 東仁川駅 - 仁川駅

  - 水仁線
    - 崇義駅※ - 新浦駅 - 仁川駅
- 空港鉄道（A'REX）
  - 仁川国際空港鉄道
    - 永宗駅 - 雲西駅 - 空港貨物ターミナル駅 - 仁川国際空港1ターミナル駅 - 仁川国際空港2ターミナル駅
    - 仁川国際空港1ターミナル駅 - （臨）龍遊車両基地駅
- 仁川空港磁気浮上鉄道
  - 仁川国際空港1ターミナル駅 - 長期駐車場駅 - 合同庁舎駅 - パラダイスシティ駅 - ウォーターパーク駅 - 龍遊駅

※ 崇義駅の所在地は弥鄒忽区であるが、中区との境界上にある。

### 高速道路
- 仁川国際空港高速道路
  - 空港新都市－空港入口

### 港湾
- 仁川港
  - 内港
    - 第二国際旅客ターミナル － 青島・威海・天津ゆきの船が発着。

  - 沿岸埠頭
    - 沿岸旅客ターミナル － 京畿湾内の島々や白翎島・延坪島ゆきの船が発着。
    - 第一国際旅客ターミナル － 大連・丹東・煙台ゆきの船が発着。

  - 月尾島船着場 － 永宗島に向かうフェリーが発着。

## 文化・観光

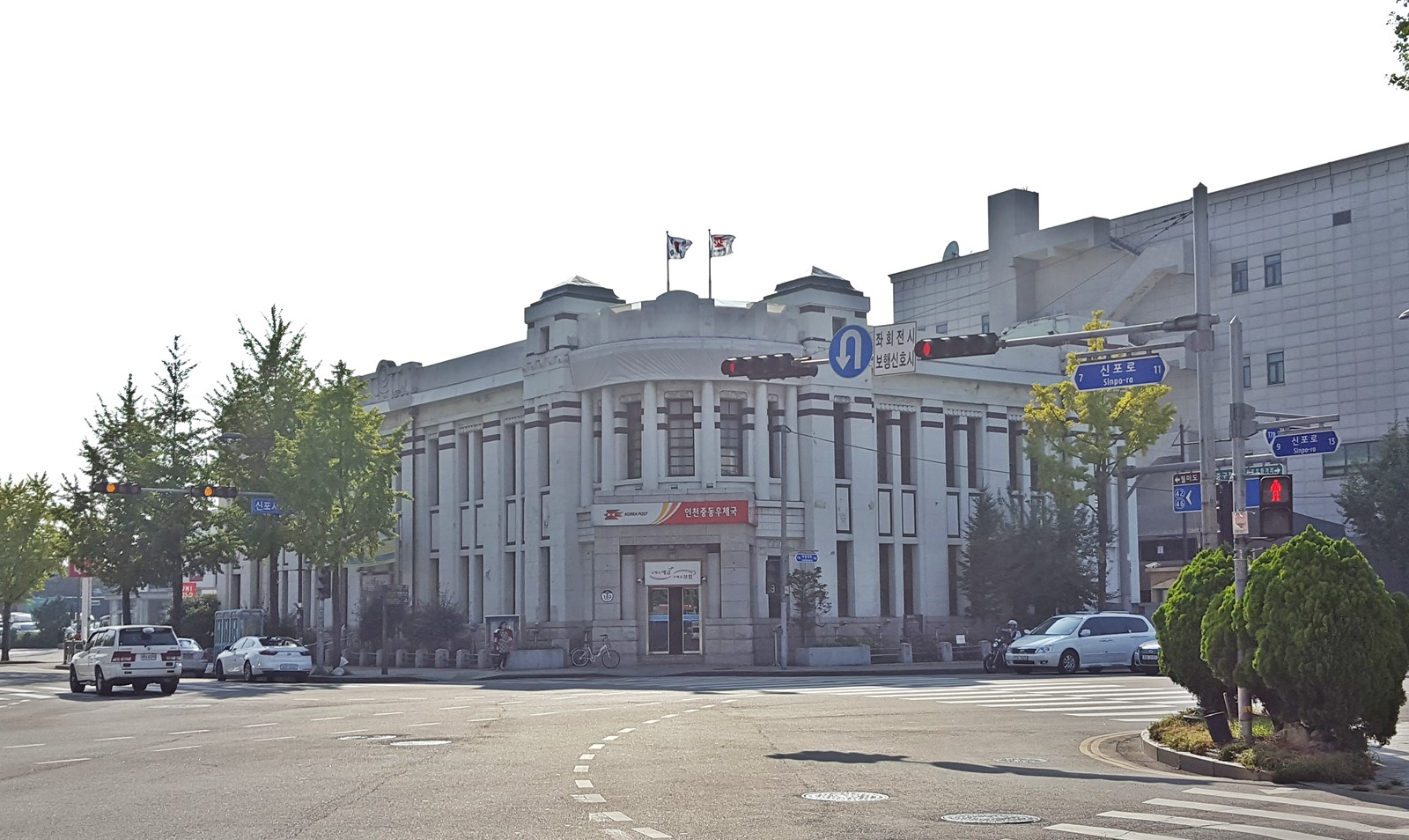
日本統治時代の1924年に竣工した仁川郵便局

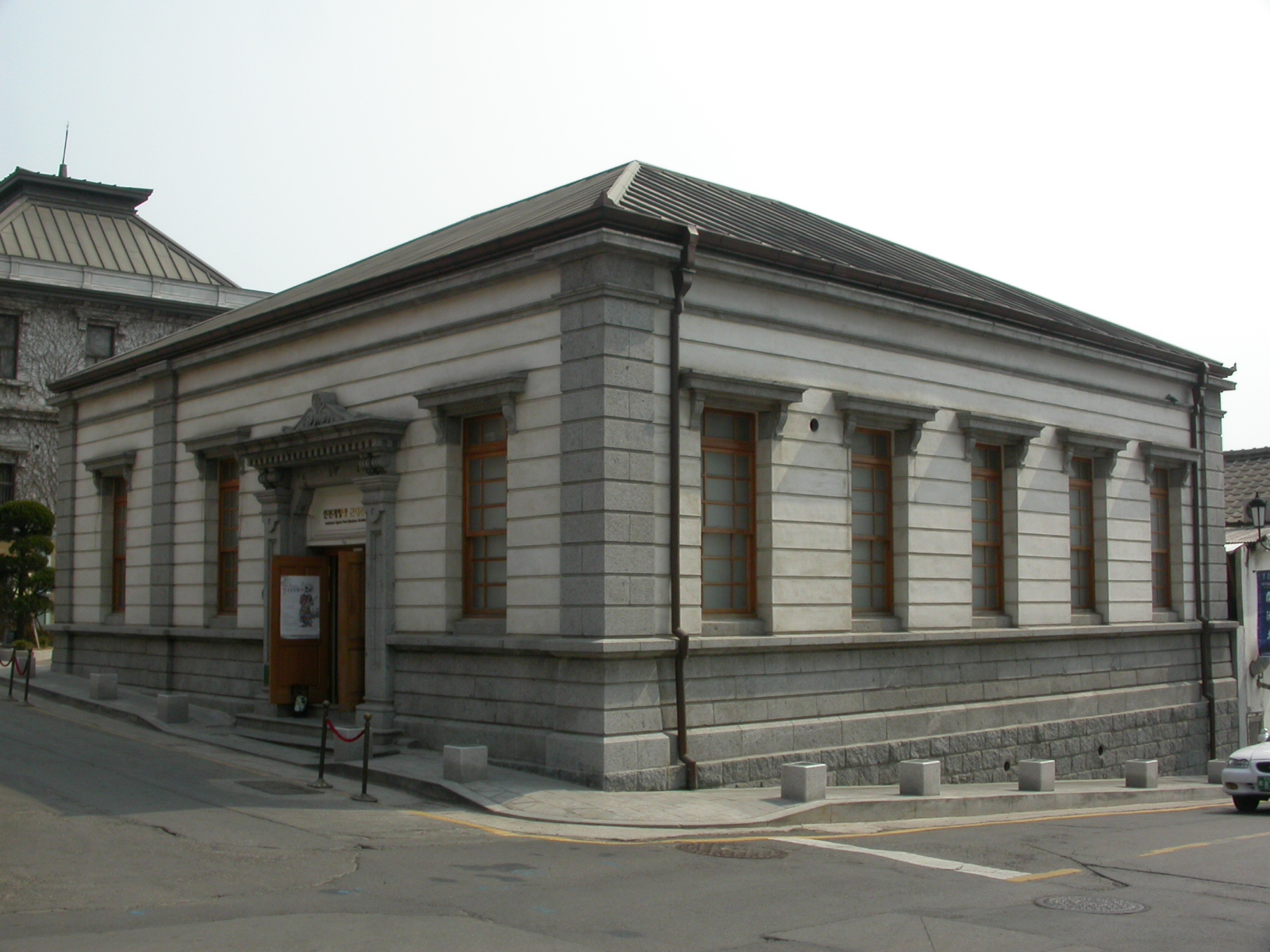
日本の第18銀行仁川支店として建てられた

- 自由公園

応峰山の頂上にある公園。1888年にロシア人によって設計された、朝鮮最初の近代西洋的な公園である。周辺に各国の居留民街が形成されたため、はじめは万国公園と呼ばれた。日本統治下では西公園と呼ばれた。1957年に公園にマッカーサーの銅像が立てられた際に、自由公園と改称された。このほか、韓米修好百周年記念塔のモニュメントや、居留外国人の社交クラブであった済物浦クラブの建物がある。
- 仁川中華街

仁川の中華街には山東省出身の華僑（華人）が多く集まった（韓国の華人参照）。祖国の政治的分断や朝鮮戦争、李承晩政権による迫害的な政策などによって人口が流出し、長らく活気を失っていたが、近年は観光地・チャイナタウンとしてスポットが当てられている。
- 近代建築物群
  - 旧日本第一銀行仁川支店 － 1882年建築（市有形文化財）。設計新家孝正
  - 旧日本五十八銀行仁川支店（現・中区飲食業組合） － 1892年建築（市有形文化財）。
  - 旧日本十八銀行仁川支店（現・仁川開港場近代建築博物館） － 1896年建築（市有形文化財）。
  - 旧日本仁川郵便局（現・中洞郵便局） － 1896年建築（市有形文化財）。
  - 畓洞聖堂 － 1890年代建築のカトリック教会（史跡）。
  - 済物浦クラブ（現・仁川文化院） － 1901年建築（市有形文化財）。1914年に日本在郷軍人連合会施設「精芳閣」になり、後に日本婦人会館としても使われた[4]
  - 虹霓門 － 1908年建築のトンネル（市有形文化財）。虹霓門。応峰山に穴を開けて作られた[5]。

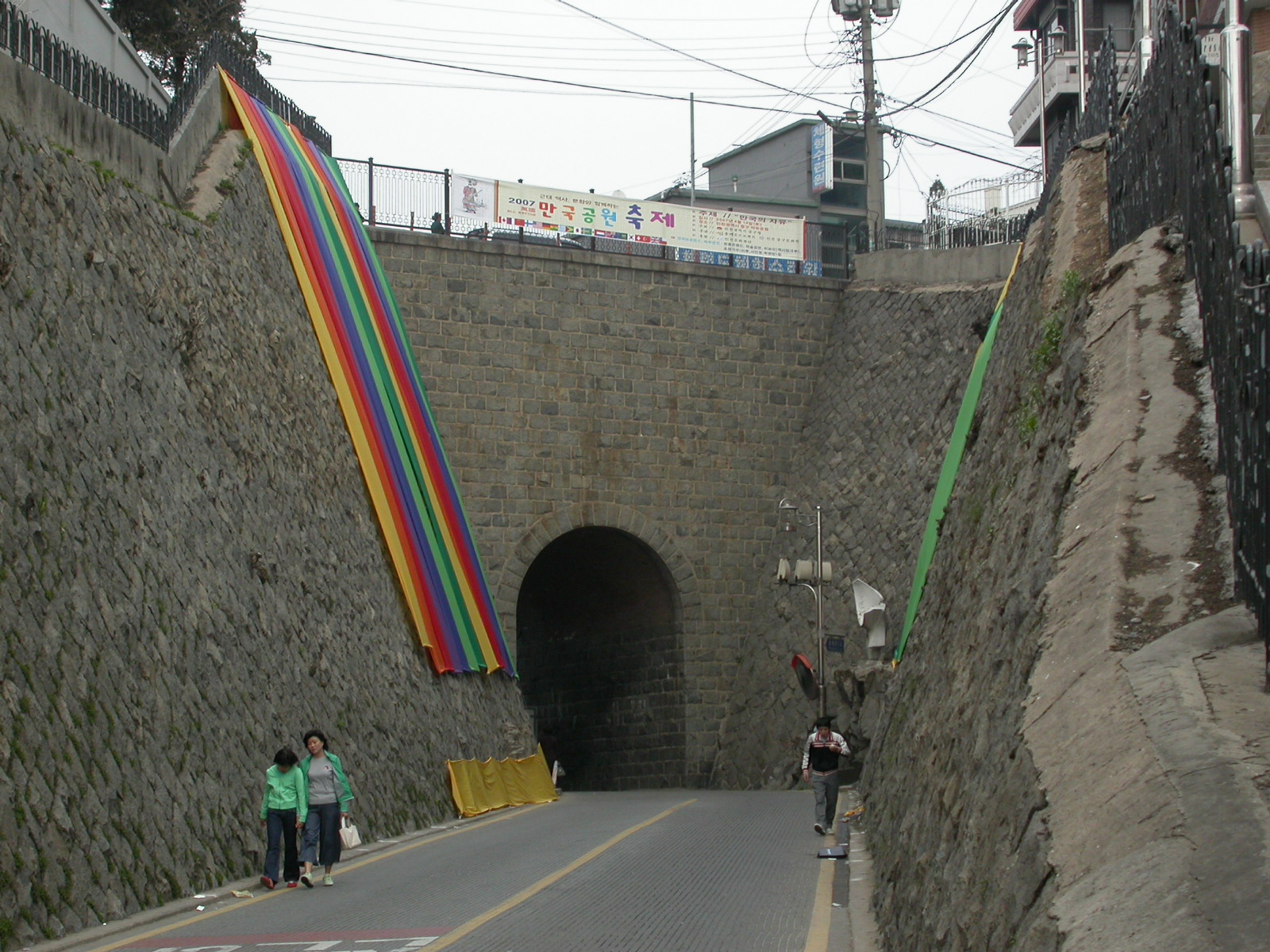
虹霓門。応峰山に穴を開けて作られた。

  - 旧仁川府庁舎（現・中区庁） － 1933年建築（登録文化財）。
- 月尾島

仁川港に浮かぶ島であったが日本統治期には陸続きとなり、1918年以降観光地として整備された。仁川上陸作戦で米軍の主要な上陸地となり、砲爆撃を受けて荒廃した。現在は埋め立てられて半島となり、月尾公園が造成されて観光特区として開発されている。
- 永宗島
- 舞衣島
- 実尾島

（仁川広域市有形文化財も参照）

## 友好都市
- 盤錦市（1996年8月13日）
- 成田市（1998年9月21日）
- 環翠区（2000年9月1日）
- 東昌府区（2003年10月6日）
- 横浜市中区（2010年3月12日）